# Ваньоцци, Симоне
Симоне Ваньоцци (итал. Simone Vagnozzi; род. 30 мая 1983 года в Асколи-Пичено, Италия) — итальянский профессиональный теннисист. В настоящее время является тренером первой ракетки  мира Янника Синнера.

## Спортивная карьера
В 2004 году дебютирует в основной сетке турнира в ATP в Касабланке, где сумел дойти до второго круга. В 2005 два раза доходит до финала турниров серии ITF Futures. В 2007 впервые дошел до финала на турнире ATP Challenger Series в Бытоме, а также выигрывает два турнира ATP Futures. В 2008 выходит в финал Challenger в Алессандрии. В 2010 впервые выигрывает Challenger. Произошло это на турнире в Марбурге. В сезоне 2010 года Симоне Ваньоцци вместе с Андреасом Сеппи выходит финал соревнований парного разряда на турнире ATP Бостаде. В апреле 2011 года сумел дойти до третьего раунда на турнире ATP в Барселоне.

## Выступления на турнирах ATP
| Легенда                        |
| ------------------------------ |
| Турниры Большого шлема         |
| Кубок Мастерс / финал АТР-тура |
| ATP Мастерс / ATP Мастерс 1000 |
| АТР Gold / АТР 500             |
| АТР International/ АТР 250     |

### Поражения в финалах (1)

#### Парный разряд (1)
| №  | Дата        | Турнир | Покрытие | Партнёр       | Соперники в финале           | Счёт в финале |
| -- | ----------- | ------ | -------- | ------------- | ---------------------------- | ------------- |
| 1. | 18 июл 2010 | Бостад | Грунт    | Андреас Сеппи | Роберт Линдстедт Хория Текэу | 4-6 5-7       |